# Sahelanthropus tchadensis
Sahelanthropus tchadensis, fossilt fynd i Tchad. Enligt upptäckarna är detta fossil den äldsta kända medlemmen (arten) i det mänskliga släktträdet. Sökandet efter fossil från förmänniskor har tidigare i stor utsträckning skett kring Riftdalen i Östafrika. Fossilen upptäcktes mellan juli 2001 och februari 2002, och härstammar från sex olika individer. Ett av fynden hade ett välbevarat kranium, som fick namnet "Toumai", och man fann även rester av en käke. Tidsbestämningen av fynden har skett med hjälp av spår från faunan kopplad till fyndet. Teamet bakom upptäckten, Michel Brunet m.fl., anser att fossilen är tillräckligt avvikande från andra förmänniskor för att det ska handla om ett nytt släkte och därmed en ny art.
Stora nackhålet (foramen magnum), det hål vid skallens bas genom vilket ryggmärgen passerar, hos fossilet indikerar att det åtminstone tidvis gick upprätt när det vandrade på jorden under yngre miocen för 6-7 miljoner år sedan. Sahelanthropus har mindre hörntänder och mer markerade ögonbrynsbågar än andra idag levande hominider förutom människan. Debatten pågår dock och upptäckaren av ett fossil från en annan tidig människoart, Orrorin tugenensis, anser att Sahelanthropus snarare är en proto-gorilla.